# Coppa delle Coppe 1969-1970 (pallacanestro maschile)
La Coppa delle Coppe 1969-1970 di pallacanestro maschile venne vinta dal Fides Partenope.

## Risultati

### Primo turno
| Squadra 1          | Totale    | Squadra 2       | Andata | Ritorno |
| ------------------ | --------- | --------------- | ------ | ------- |
| Solna IF           | 169 - 228 | Standard Liegi  | 79-101 | 90-127  |
| Etzella Ettelbruck | 102 - 191 | JA Vichy        | 63-102 | 39-89   |
| WSG Radenthein     | 157 - 207 | Juventud Nerva  | 87-93  | 70-114  |
| Benfica            | 109 - 222 | Fides Partenope | 54-102 | 55-120  |
| MTV Gießen         | 166- 182  | Steaua Bucarest | 86-84  | 81-98   |

### Ottavi di finale
| Squadra 1           | Totale    | Squadra 2              | Andata | Ritorno |
| ------------------- | --------- | ---------------------- | ------ | ------- |
| Standard Liegi      | 182 - 139 | TJ Iskra Svit          | 101-67 | 81-72   |
| JA Vichy            | 144 - 140 | Levski-Spartak Sofia   | 66-58  | 78-81   |
| Juventud Nerva      | 163 - 149 | Helsingin Kisa-Toverit | 82-63  | 81-86   |
| AEK Atene           | 190 - 146 | MAFC                   | 86-49  | 104-97  |
| Lokomotiva Zagabria | 171 - 164 | İTÜ Istanbul           | 96-82  | 75-82   |
| Maccabi Tel Aviv    | 151 - 173 | Fides Partenope        | 89-82  | 62-91   |
| Polonia Varsavia    | 140 - 133 | Steaua Bucarest        | 73-62  | 67-71   |

Dinamo Tbilisi qualificata automaticamente ai quarti.

### Quarti di finale
| Squadra 1           | Totale    | Squadra 2       | Andata | Ritorno |
| ------------------- | --------- | --------------- | ------ | ------- |
| Standard Liegi      | 148 - 173 | JA Vichy        | 95-95  | 53-78   |
| Juventud Nerva      | 133 - 142 | AEK Atene       | 87-68  | 46-74   |
| Lokomotiva Zagabria | 164 - 191 | Fides Partenope | 80-89  | 84-102  |
| Polonia Varsavia    | 159 - 174 | Dinamo Tbilisi  | 77-82  | 82-92   |

### Semifinali
| Squadra 1       | Totale    | Squadra 2      | Andata | Ritorno |
| --------------- | --------- | -------------- | ------ | ------- |
| JA Vichy        | 143 - 134 | AEK Atene      | 78-60  | 65-74   |
| Fides Partenope | 174 - 152 | Dinamo Tbilisi | 86-69  | 88-83   |

### Finale
| Squadra 1 | Totale    | Squadra 2       | Andata | Ritorno |
| --------- | --------- | --------------- | ------ | ------- |
| JA Vichy  | 129 - 147 | Fides Partenope | 64-60  | 65-87   |

| Coppa delle Coppe 1969-1970 |
| --------------------------- |
| Fides Partenope 1º titolo   |

## Formazione vincitrice
| N° | Naz.                   | Ruolo | Sportivo                |  | Alt. |  |
| -- | ---------------------- | ----- | ----------------------- |  | ---- |  |
| 4  | Stati Uniti (bandiera) | C     | Miles Aiken             |  |      |  |
| 5  | Italia (bandiera)      | C     | Giovanni Gavagnin       |  |      |  |
| 6  | Italia (bandiera)      | C     | Sauro Bufalini          |  |      |  |
| 7  | Italia (bandiera)      | P     | Remo Maggetti           |  |      |  |
| 8  | Stati Uniti (bandiera) | C     | Jim Williams            |  |      |  |
| 9  | Argentina (bandiera)   | P     | Carlos Alberto D'Aquila |  |      |  |
| 10 | Italia (bandiera)      | A     | Francesco Ovi           |  |      |  |
| 10 | Italia (bandiera)      | P     | Renato Abbate           |  |      |  |
| 12 | Italia (bandiera)      | C     | Leonardo Coen Cagli     |  |      |  |
| 13 | Italia (bandiera)      | P     | Manfredo Fucile         |  |      |  |
| 14 | Italia (bandiera)      | C     | Antonio Errico          |  |      |  |
| 15 | Italia (bandiera)      | A     | Vincenzo Errico         |  |      |  |
|    | Italia (bandiera)      | All.  | Tonino Zorzi            |  |      |  |